# DC Shoes

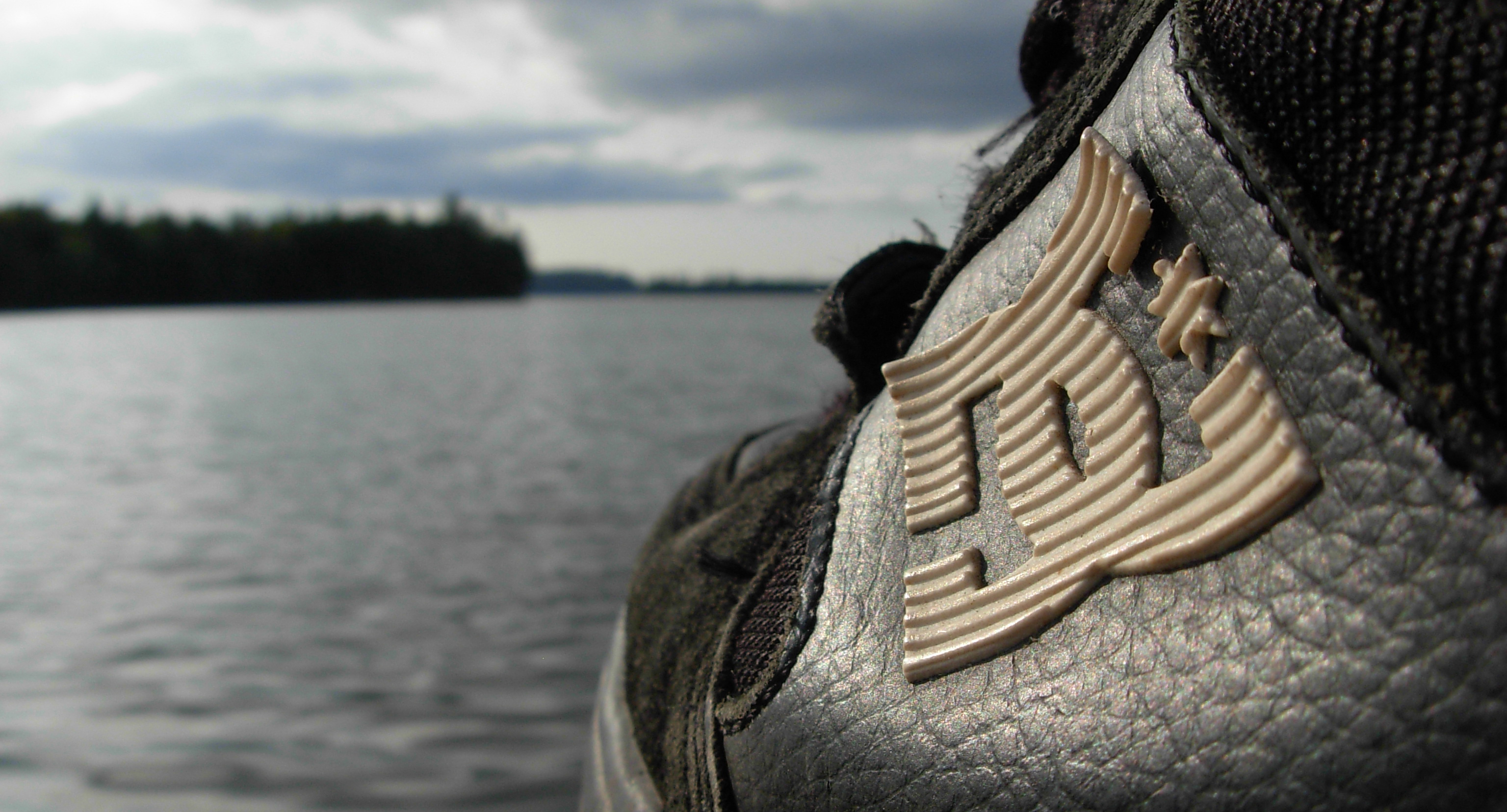
Bota od DC Shoes

DC Shoes (Droors Clothing Shoe Co. USA) je americký výrobce obuvi pro skateboarding, snowboarding, BMX, motokros, rally a surfing. 
Vyrábí oblečení pro muže, ženy i děti. Značku založil Ken Block a Damon Way v roce 1994. Sídlí ve městě Vista v Kalifornii. 10. března 2004 byla společnost DC Shoes koupena australskou společností Quiksilver.